# Cryptochondria tricaudata
Cryptochondria tricaudata – gatunek widłonoga z rodziny Chondracanthidae; jedyny przedstawiciel rodzaju Cryptochondria. Gatunek i rodzaj opisał w 1971 roku japoński biolog Kunihiko Izawa. Skorupiaki te są pasożytami ryb Scorpaena neglecta z rodziny skorpenowatych (Scorpaenidae). Miejsce typowe to zatoka Sagami u południowych wybrzeży japońskiej wyspy Honsiu; okazy typowe pozyskano z wewnętrznej strony płetw piersiowych ryby złowionej na głębokości 52–56 metrów.